# پابلیوس کرنلیوس اسکیپو
پابلیوس کورنلیوس اسکیپو کنسول روم در سال ۲۱۸ پیش از میلاد و پدر اسکیپوی افریقایی و همچنین یکی از رهبران جمهوری روم در دومین جنگ پونیک بود.
او با ناوگان خود به سود اسپانیا در حرکت بود که با شنیدن حرکت سپاه هانیبال به سوی روم، نیروهایش را در مارسی پیاده کرد، و منتظر هانیبال شد که هانیبال با ترفندی یعنی گذشتن از آلپ او را گول زد.
او به رم برگشت و سپاهش را به فرماندهی برادرش گنایوس کورنلیوس اسکیپو به سوی اسپانیا روانه کرد.
او به محض رسیدن به رم با سپاهی به سوی هانیبال به حرکت درامد که در نبرد تیچینو از هانیبال شکست خورد و به شدت زخمی شد؛او پس از آن با تایبریوس سمپرونیوس همراه شد که باز هم از هانیبال، این بار در نبرد تربیا شکست خورد.
او با وجود شکست های نظامی، در مقام فرماندهی ابقا شد. او سال بعد همراه برادرش توانست سپاه کارتاژ را در اسپانیا شکست دهد و موقعیت روم را در اسپانیا تثبیت کند.
او سرانجام در سال ۲۱۱ پیش از میلاد در نبرد رودخانه بیتیس از هاسدروبال، برادر هانیبال شکست خورد و کشته شد.